# Кувшинов, Вячеслав Иванович
Вячеслав Иванович Кувшинов (6 ноября 1946, Проскуров — 10 ноября 2020, Минск) — советский и белорусский физик-теоретик. Доктор физико-математических наук (1990), профессор (1993). С 2004 по 2012 возглавлял Объединенный институт энергетических и ядерных исследований «Сосны».

## Биография
Родился в Проскурове (ныне — Хмельницкий, Украина). Отец Вячеслава был военным, и из-за этого семья много переезжала, живя в разное время в Москве, Калининграде и других городах СССР. В Москве в 1952 году родился единственный его родной брат — Геннадий, который, как и Вячеслав, долгое время занимался научными исследованиями в сфере физики. После рождения Геннадия семья Кувшиновых переехала в Минск, где проживала в районе Комаровского рынка.
В 1963 году он поступил на физический факультет БГУ, а после его окончания — в аспирантуру Института физики АН БССР. В 1974 году защитил кандидатскую диссертацию на тему «Нелинейные уравнения электродинамики скалярных мезонов», а в 1989 — докторскую диссертацию «Инвариантные кубические формы для функционалов действия калибровочных моделей и корреляции адронов в процессах множественного рождения». С 1998 по 2004 руководил Лабораторией сильных взаимодействий, в 1975—1987 годах являлся учёным секретарём Отделения физико-математических наук АН БССР. С 2004 по 2012 год был генеральным директором ОИЭЯИ «Сосны», в дальнейшем руководил Лабораторией проблем ядерной физики и безопасности.
Одновременно Кувшинов читал лекции в БГУ (с 1993 — профессор), под его руководством защищена одна докторская и восемь кандидатских диссертаций. Он неоднократно стажировался и работал в Европейском центре ядерных исследований, являлся членом коллаборации CMS на ускорителе LHC, входил в Координационный совет по сотрудничеству с Объединенным институтом ядерных исследований (г. Дубна), являлся главным редактором международного научного журнала «Nonlinear Phenomena In Complex Systems».
Был женат, имел сына.

## Научная деятельность
Научные работы Кувшинова посвящены ядерной физике, теории сильных взаимодействий, вопросам нелинейной динамики сложных систем. Им была развита теория непертурбативных флуктуаций глюонного поля (инстантонов) в ядре, его сжатых и перепутанных состояний, проведены соответствующие численные расчеты по методу Монте-Карло, сформулированы предложения для экспериментального поиска этих явлений на ускорителях DESY, CERN и Fermilab.
Совместно с учениками он обобщил теорию фазовых переходов Гинзбурга — Ландау, впервые описал корреляционные свойства нового состояния материи — кварк-глюонной плазмы, предсказал новое явление — температурный гистерезис, которое может быть обнаружено на ускорителях тяжёлых ионов. Развитые подходы к исследованию фазовых переходов могут применяться также в теории высокотемпературных сверхпроводников.

## Награды
- Премия НАН Беларуси имени академика Ф. И. Федорова (2004)
- Премия академий наук Беларуси, Украины, Молдовы за выдающиеся научные результаты, полученные при выполнении совместных научных исследований (2006)

## Избранные публикации
- Burgers G.J.H., Fuglesang C., Hagedorn, R., Kuvshinov V.I. Multiplicity distributions in hadron interactions derived from the statistical bootstrap model // Zeitschrift für Physik C. — 1990. — Vol. 46, № 3. — С. 465-480. — doi:10.1007/BF01621036.
- Кувшинов В.И., Тхо Н.В. Локальные вектор-параметры групп, формы Картана и приложения к теориям калибровочных и киральных полей // ЭЧАЯ. — 1994. — Т. 25, № 3. — С. 603—648.
- Babichev L.F., Klenitsky D.V., Kuvshinov V.I. Intermittency in the Ginzburg-Landau model for first-order phase transitions // Physics Letters B. — 1995. — Vol. 345, № 3. — С. 269-271. — doi:10.1016/0370-2693(94)01567-V.
- Chekanov S.V., Kuvshinov V.I. Multifractal multiplicity distribution in bunching parameter analysis // Journal of Physics G. — 1996. — Vol. 22, № 5. — С. 601-610. — doi:10.1088/0954-3899/22/5/007.
- Chekanov S.V., Kittel W., Kuvshinov V.I. Generalized bunching parameters and multiplicity fluctuations in restricted phase-space bins // Zeitschrift für Physik C. — 1997. — Vol. 74, № 3. — С. 517-529. — doi:10.1007/s002880050414.
- Kuvshinov V.I., Kuzmin A.V. Towards chaos criterion in quantum field theory // Physics Letters A. — 2002. — Vol. 296, № 2-3. — С. 82-86. — doi:10.1016/S0375-9601(02)00275-X.
- Kuvshinov V.I., Kuzmin A.V. Stability of holonomic quantum computations // Physics Letters A. — 2003. — Vol. 316, № 6. — С. 391-394. — doi:10.1016/j.physleta.2003.08.011.
- Кувшинов В.И., Кузьмин А.В. Квантовая хромодинамика и теория детерминированного хаоса // ЭЧАЯ. — 2005. — Т. 36, № 1. — С. 182—244.